# Supercoppa del Belgio 1994
La Supercoppa del Belgio 1994 (in francese Supercoupe de Belgique, in fiammingo Belgische Supercup) è stata la 15ª edizione della Supercoppa del Belgio di calcio.
La partita fu disputata dal Anderlecht, vincitore del campionato, e dal Club Bruges, finalista perdente della coppa (vinta proprio dall'Anderlecht).
L'incontro si giocò il 17 agosto 1994 allo Stadio Constant Vanden Stock di Anderlecht e vide la vittoria del Club Bruges, al suo settimo titolo.

## Tabellino
| Arbitro: | Marcel van Elshocht |

|           |           |                                           |
| Preko 87’ | Marcatori | 7’ Vermant 43’ Eijkelkamp 74’ (aut.) Doll |